# كأس حذفي 2013–14
كأس حذفي 2013–14 هو موسم من كأس حذفي. كان عدد الأندية المشاركة فيه 103، وفاز فيه نادي تراكتور سازي.